# Francisco (satélite)
Francisco, también denominado Urano XXII, es el más interior de los satélites irregulares de Urano. 
Fue descubierto por Matthew J. Holman, y Brett J. Gladman en 2003 a partir de imágenes tomadas en 2001 y recibió la designación provisional S/2001 U 3. Su nombre proviene de la obra La Tempestad de William Shakespeare.
Francisco tiene 22 km de diámetro, y orbita alrededor de Urano a una distancia promedio de 4 282 900 km en 267,09 días.